# Daniel Boone
Daniel Boone (ur. 2 listopada 1734 w Birdsboro (Pensylwania), zm. 26 września 1820 w Defiance (Missouri)) – amerykański podróżnik, osadnik i traper.
Wytyczył przejście do Kentucky przez Appalachy. W roku 1775 założył osadę Boonesborough. Brał udział w wojnie o niepodległość Stanów Zjednoczonych, przyjaciel Simona Kentona i towarzysz broni George’a Rogersa Clarka. Był bohaterem literackim m.in. powieści Jamesa Fenimore’a Coopera.

## Życiorys

### Dzieciństwo i młodość
Był szóstym z jedenaściorga dzieci w kwakierskiej rodzinie Boone’ów. Ojciec, Squire Boone (1696–1765), przybył do Pensylwanii z małego miasteczka w hrabstwie Devon w Anglii w roku 1713. Rodzice Squire’a Boone’a – George i Mary – przyjechali za synem w 1717. W roku 1720, Squire, który pracował jako tkacz i kowal, ożenił się z Sarą Morgan (1700–1777), pochodzącą z kwakierskiej rodziny z Walii, i osiadł w miejscowości Towamencin. W roku 1731 Boone’owie zbudowali swój pierwszy drewniany dom w dolinie Oley w dzisiejszym hrabstwie Berks. Tam właśnie urodził się Daniel.
Daniel spędził swe młode lata na zachodnim skraju pogranicza Pensylwanii. W pobliżu znajdowały się liczne wioski Indian. Pacyfistycznie nastawieni kwakrzy mieli z reguły dobre stosunki z Indianami. Boone dostał swą pierwszą strzelbę w roku 1747, a sztuki strzeleckiej uczył się od białych i czerwonoskórych. Według jednej z opowieści młody Boone polował w lesie z innymi chłopcami. Nagłe miauknięcie pumy przeraziło chłopców, ale nie Boone’a, który spokojnie załadował swój dziecięcy sztucer, po czym trafił zwierzę w serce w chwili, gdy rzuciło się wprost na niego. Jak wiele innych opowieści o Boone’ie, historyjka może być zmyślona, ale nie powinna być lekceważona.
Gdy Boone był dzieckiem, jego rodzina stała się przedmiotem kwakerskich kontrowersji. W 1742 rodzice Boone’a musieli publicznie przepraszać za to, że ich najstarsza córka wyszła za Johna Wilcoxsona, nie-kwakra, będąc na dodatek w ciąży. Kiedy najstarszy brat Boone’a również poślubił nie-kwakerkę w roku 1747, Squire Boone stanął po stronie syna i w konsekwencji został usunięty ze społeczności kwakerskiej, aczkolwiek jego małżonka nadal brała udział w comiesięcznych zebraniach społeczności. Przypuszczalnie na skutek tego sporu Squire w roku 1750 sprzedał ziemię i przeniósł się z rodziną do Karoliny Północnej. Od tej pory Daniel Boone przestał uczęszczać do kościoła, ale do końca życia uważał się za chrześcijanina i wszystkie swoje dzieci kazał ochrzcić. Boone’owie osiedlili się nad rzeką Yadkin, w miejscu, które dzisiaj obejmuje hrabstwo Davie, około 3 km na zachód od miejscowości Mocksville.
Boone, który spędził swe dziecięce lata polując, nie posiadał w zasadzie żadnego wykształcenia. Zgodnie z tradycją rodzinną miejscowy nauczyciel zwrócił na to uwagę ojcu Daniela, ale ten zlekceważył sprawę mówiąc: „zostawmy dziewczętom ortografię, a Danowi strzelanie...” (ang. let the girls do the spelling and Dan will do the shooting…). W rezultacie chłopca uczyli czytać i pisać członkowie rodziny, ale jego znajomość języka pozostała na dość niskim poziomie. Historyk John Mack Faragher zauważył, że pogląd jakoby Boone był półanalfabetą jest krzywdzący i że Boone „posiadał wykształcenie na takim samym poziomie, jak większość jemu współczesnych”. Wiadomo, że Boone na swe wyprawy myśliwskie zabierał ze sobą książki – Biblia i Podróże Guliwera należały do ulubionych – i że częstokroć był jedynym potrafiącym pisać i czytać w całej grupie towarzyszących mu myśliwych. Czasami zabawiał swych towarzyszy czytając im przy wieczornym ognisku.

### Myśliwy, mąż i żołnierz
Jako młody człowiek Boone posługiwał brytyjskiej armii podczas wojny z Indianami i Francuzami (1754–1763), walce o tereny położone za łańcuchem górskim Appalachów. W 1755 był woźnicą taborów generała Edwarda Braddocka podczas jego ofensywy mającej doprowadzić do wyparcia Francuzów z Ohio, co zakończyło się katastrofą w bitwie nad rzeką Monongahela. Boone po tej klęsce wrócił do domu i 14 sierpnia 1755 roku poślubił Rebekę Bryan, sąsiadkę z Doliny Yadkin. Młoda para zamieszkała początkowo w chatce na farmie ojca Boone’a. Mieli w sumie dziesięcioro dzieci.
W roku 1759 wybuchł konflikt pomiędzy kolonistami a Indianami z plemienia Czirokezów, niedawnymi sprzymierzeńcami w wojnie z Francuzami. Gdy Dolina Yadkin stała się celem napaści Indian, wiele rodzin, w tym także Boone’owie, uciekło do Wirginii. Boone służył w milicji Karoliny Północnej w czasie tego „powstania Czirokezów”, a jego wyprawy daleko w głąb indiańskiego terytorium, poza Pasmo Błękitne, rozdzieliły go z żoną na prawie dwa lata. Według jednej z opowieści Boone’a nie było tak długo, że Rebeka uznała go za zmarłego i zaczęła współżyć z jego bratem, Edwardem („Nedem”), z którego to związku urodziła się córka Jemima (1762). Gdy koniec końców Boone wrócił, żona miała mu powiedzieć: „powinieneś siedzieć w domu i zrobić to sam”. Boone okazał się wyrozumiały i przebaczył Rebece. Niezależnie od tego, czy była to prawda, Boone wychowywał Jemimę jak własne, najbardziej ukochane z dzieci.
Myśliwski zawód Boone’a wiązał się właśnie z takimi długimi okresami pobytu poza domem. Prawie każdej jesieni Boone wyprawiał się na „długie łowy”, które zajmowały wiele tygodni, a nawet miesiące. Z niewielką grupą towarzyszy polował jesienią na zwierzynę płową, zimą na bobry. Wiosną myśliwi wracali i sprzedawali swoje skóry zawodowym handlarzom futer.
Ludzie pogranicza często wycinali swoje inicjały na pniach drzew lub na skalnych ścianach jaskiń; imię lub inicjały Boone’a znaleziono w wielu miejscach. Jednym z najbardziej znanych autografów Boone’a jest napis na pniu drzewa w dzisiejszym hrabstwie Washington, w stanie Tennessee: „D. Boon Cilled a. Bar [zabił niedźwiedzia] on [this] tree in the year 1760”. Podobny napis znajduje się w muzeum w „Filson Historical Society” w Louisville: „D. Boon Kilt a Bar, 1803”. Ponieważ jednak Boone zapisywał swoje nazwisko z „e” na końcu, te inskrypcje mogą być fałszerstwami, jako że Boone był postacią powszechnie znaną i podziwianą na pograniczu.
W 1762 Boone z żoną i czwórką dzieci wrócił z Wirginii do Doliny Yadkin. W połowie lat sześćdziesiątych, po zawarciu pokoju z Czirokezami, znacznie zwiększył się napływ nowych osadników, w związku z czym Boone zaczął szukać nowego miejsca zamieszkania, bowiem konkurencja zmniejszała szanse na upolowanie dużej ilości zwierzyny, a to oznaczało kłopoty; często stawał przed sądem za niespłacanie zaciągniętych długów, a w końcu musiał sprzedać swój kawałek ziemi, by wywiązać się ze zobowiązań. Po śmierci ojca w 1765 roku Boone udał się z bratem Squire’em i grupą mężczyzn na Florydę, która stała się brytyjskim terytorium, by zbadać, jakie są tam możliwości osiedlenia się. Według przekazów rodzinnych Boone kupił ziemię w Pensacoli, ale Rebeka nie chciała przeprowadzić się tak daleko od przyjaciół i rodziny. W końcu Boone’owie przenieśli się w głąb Doliny Yadkin, a Boone zaczął polować na zachodzie, w górach Pasma Błękitnego.

### Kentucky

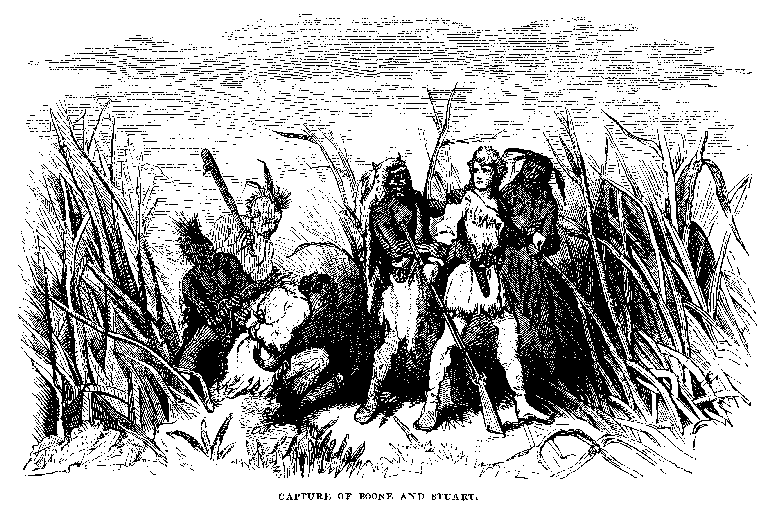
Boone i Russell schwytani przez Indian, ryc. z 1859

Boone po raz pierwszy dotarł do Kentucky na jesieni 1767 roku, podczas długich łowów w towarzystwie brata. Kilka lat wcześniej, podczas nieszczęsnej ekspedycji Braddocka, Boone słyszał o żyznych ziemiach i obfitujących w zwierzynę lasach Kentucky od kolegi-woźnicy Johna Findleya, który jeździł tam handlować z Indianami. W roku 1768 Boone i Findley spotkali się przypadkiem znowu i Findley nakarmił Boone’a nowymi opowieściami o Kentucky. Zbiegło się to z wieścią o zawarciu traktatu pokojowego zawartego w Forcie Stanwix, na mocy którego Irokezi scedowali swe prawa do Kentucky na Brytyjczyków. To, jak również niepokoje w Karolinie Północnej w związku z powstaniem Regulatorów, pchnęły Boone’a do poszukiwania nowych terenów.
W maju 1769 Boone rozpoczął dwuletnią wyprawę łowiecką do Kentucky. 22 grudnia został, wraz z drugim myśliwym, schwytany przez grupę Szaunisów, którzy skonfiskowali wszystkie zebrane przez nich skóry, kazali wynosić się i nigdy nie wracać. Szaunisi nie podpisywali traktatu w Stanwix, a uważając Kentucky za swoje tereny łowne, traktowali białych myśliwych jak kłusowników. Boone, jednakże, został w Kentucky polując i badając kraj aż do roku 1771, kiedy powrócił do Karoliny Północnej, po czym udał się tam ponownie w roku 1772.
25 września 1773 roku Boone zebrał swoją rodzinę i – na czele około 50 emigrantów – podjął pierwszą próbę założenia stałej brytyjskiej osady w Kentucky. Był w tym czasie przede wszystkim traperem i myśliwym; najbardziej znanym członkiem jego ekspedycji był William Russell, Wirgińczyk, przyszły szwagier Patricka Henry’ego.
9 października najstarszy syn Boone’a, James, wraz z grupą chłopców, którzy oddalili się od głównej grupy w poszukiwaniu żywności, został napadnięty przez grupę Delawarów, Szaunisów i Czirokezów. Po zawarciu pokoju w Forcie Stanwix, Indianie zamieszkujący te ziemie zastanawiali się co zrobić z napływem kolonistów. Grupa o której mowa zdecydowała się, zgodnie ze słowami historyka Johna Macka Faraghera, „wysłać osadnikom czytelną wiadomość, że Indianie są osadnictwu przeciwni…”. James Boone i syn Williama Russella Henry ponieśli śmierć w trakcie wymyślnych tortur. Wieść o brutalnym morderstwie rozniosła się po całym pograniczu, a grupa Boone’a wycofała się z Kentucky.
Masakra była jednym z pierwszych epizodów wydarzeń znanych jako wojna Dunmore’a, walki pomiędzy Wirgińczykami a Szaunisami z Ohio o panowanie nad terytoriami, które dziś wchodzą w skład stanów Wirginia Zachodnia i Kentucky. Latem roku 1774 Boone wybrał się na ochotnika do Kentucky by powiadomić mierniczych o wybuchu walk. Wraz z jednym towarzyszem przemierzył ponad 800 km w ciągu dwóch miesięcy ostrzegając tych, którzy jeszcze nie uciekli. Po powrocie do Wirginii pomógł w obronie osad nad rzeką Clinch, otrzymując awans na kapitana milicji. Po krótkich zmaganiach, które zakończyły się zwycięstwem Wirgińczyków w bitwie pod Point Pleasant w październiku 1774, Szaunisi zrezygnowali ostatecznie ze swych praw do Kentucky.
Po wojnie Dunmore’a Richard Henderson, znany sędzia z Karoliny Północnej, zgodnie z traktatem z roku 1775 odkupił od Czirokezów prawa do Kentucky, z zamiarem utworzenia tam kolonii o nazwie Transylwania. Henderson wynajął Boone’a dla wytyczenia tzw. dzikiej drogi, która poprzez Przełęcz Cumberland miała prowadzić do serca Kentucky. Na czele około trzydziestu drwali Boone wyznaczył szlak aż do brzegów rzeki Kentucky, gdzie założył osadę o nazwie Boonesborough. W tym samym czasie powstawały także inne osady, jak na przykład Harrodsburg. Nie zważając na powtarzające się ataki Indian, Boone wrócił do doliny rzeki Clinch i 8 września przeprowadził swą rodzinę i innych osadników do Boonesborough.

### Wojna o niepodległość

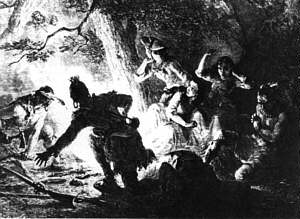
Uwolnienie Jemimy Boone oraz Betsey i Fanny Callaway

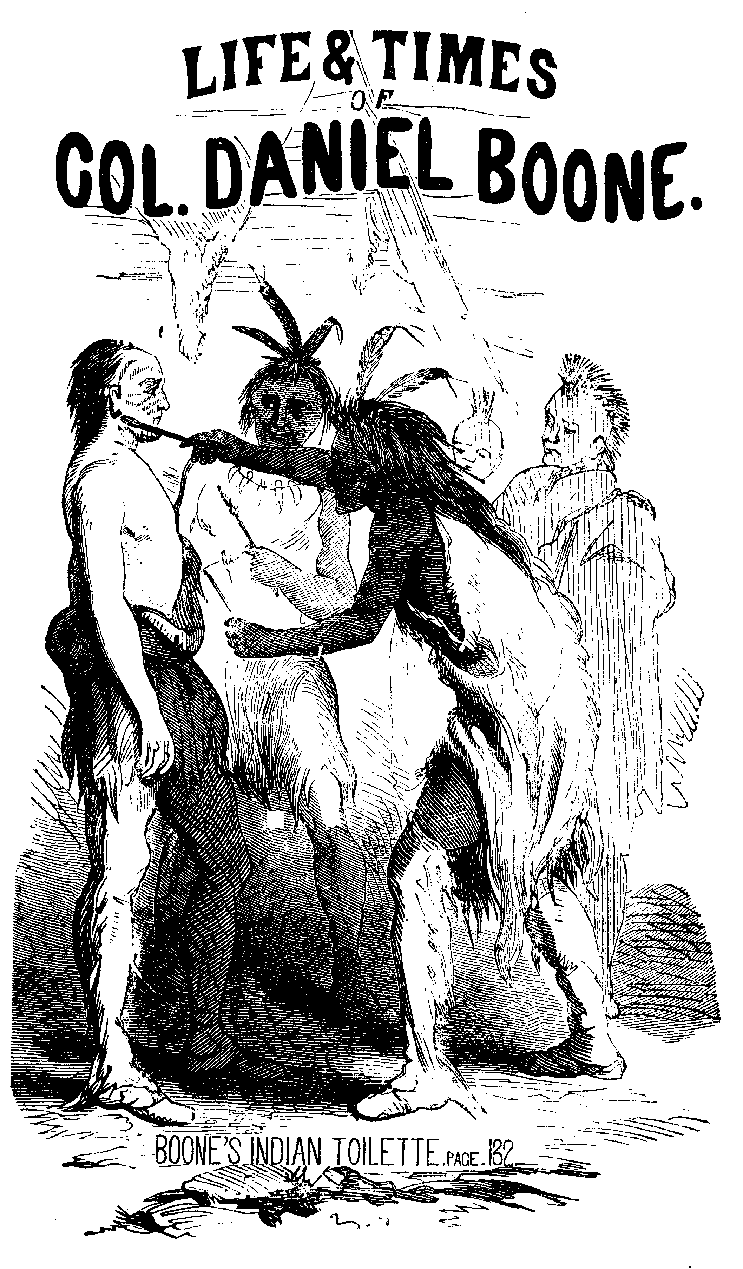
Rytualna adopcja Boone’a przez Szaunisów

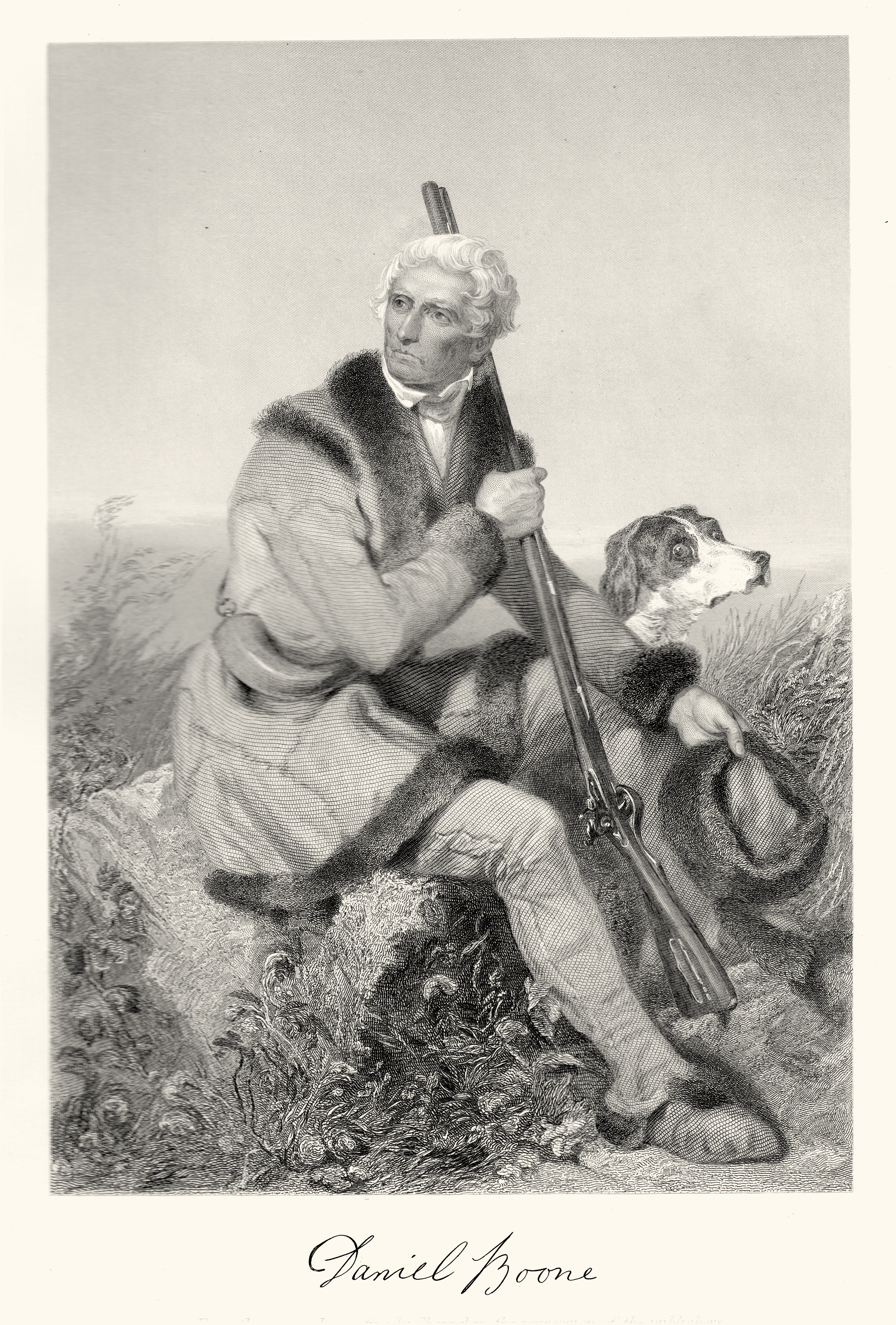
Boone polujący w Missouri

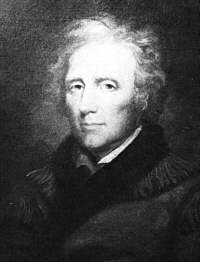
Portret Boone’a, mal. John James Audubon

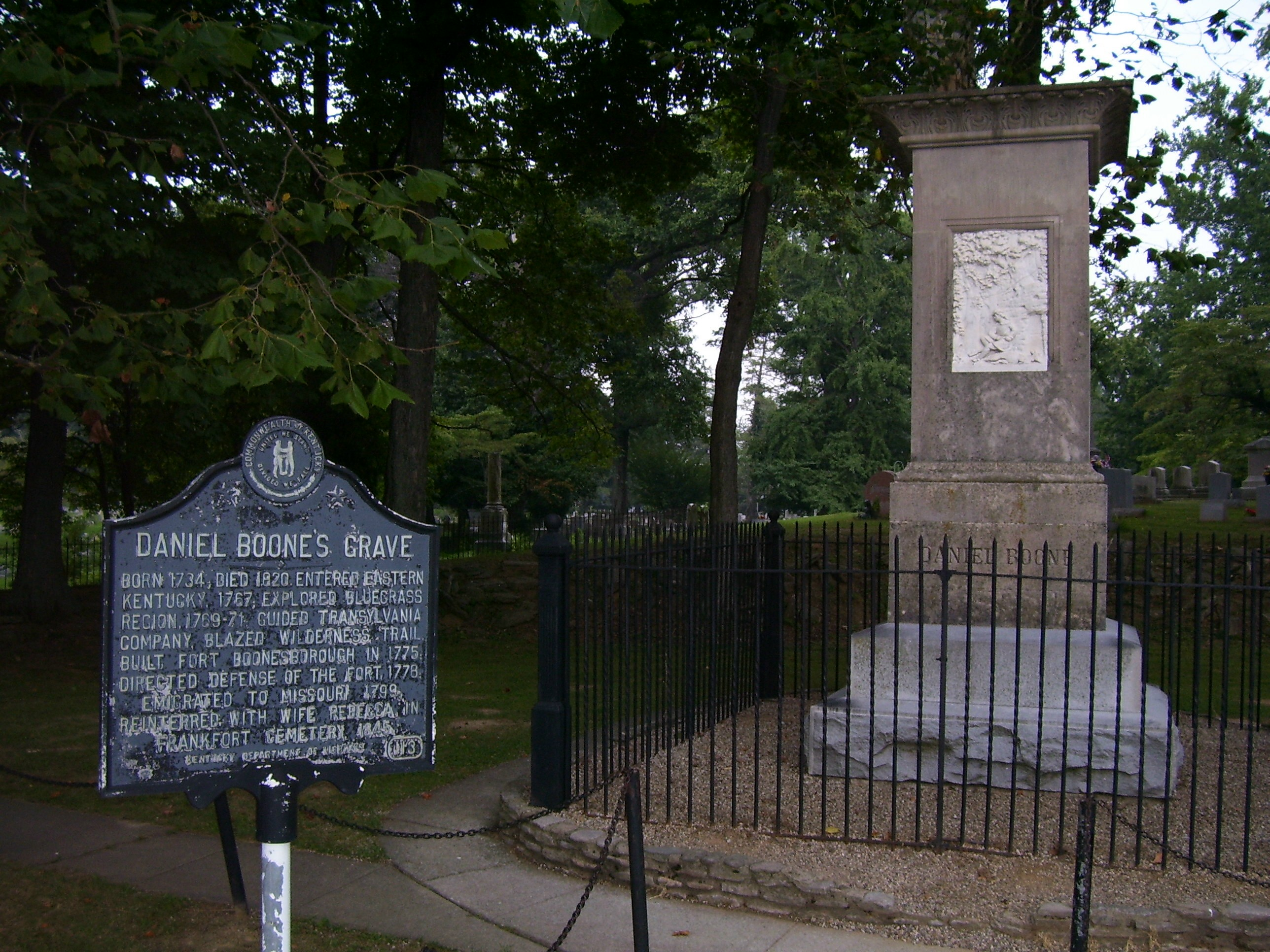
Nagrobek Boone’a we Frankfort, Kentucky

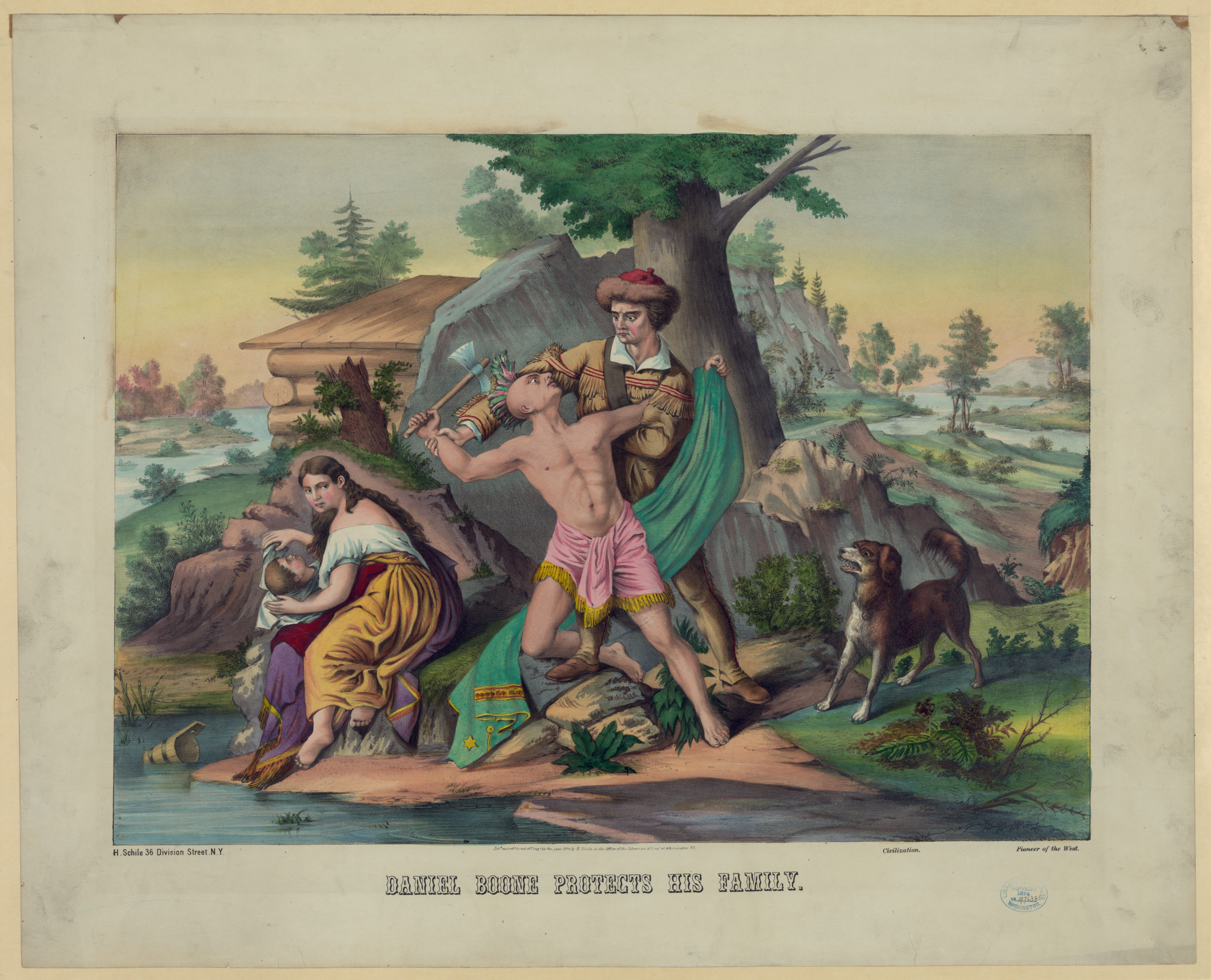
Litografia z 1874: „Daniel Boone broni rodziny”

Wraz z wybuchem wojny o niepodległość Stanów Zjednoczonych (1775–1783) Indianie stali się jeszcze bardziej niebezpieczni. Niezadowoleni ze straty Kentucky, w wojnie widzeli szansę na odzyskanie terytorium i pozbycie się kolonistów. Mieszkający na uboczu farmerzy, a także wędrowcy, stawali się częstymi celami ataków, co wielu białych zmusiło do opuszczenia Kentucky. Późną wiosną 1776 zostało ich mniej niż 200, przede wszystkim w ufortyfikowanych osadach jak Boonesborough, Harrodsburg, czy Logan’s Station.
14 lipca 1776 roku córka Boone’a Jemima i dwie inne nastolatki zostały porwane przez pięciu wojowników, którzy mieli zamiar uprowadzić je do wiosek Szaunisów w głębi Ohio. Boone i grupa mężczyzn z Boonesborough udała się w pogoń, dopadając porywaczy po dwóch dniach. Boone i jego ludzie zaskoczyli Indian, gdy ci zatrzymali się na posiłek, zabili trzech z nich i uratowali dziewczynki. Incydent stał się głośny i rozsławił imię Boone’a. James Fenimore Cooper wykorzystał ten epizod w swej powszechnie znanej powieści Ostatni Mohikanin (1826).
W roku 1777 Henry Hamilton, brytyjski wicegubernator Kanady, zaczął zachęcać Indian do zorganizowania wyprawy przeciw osadom w Kentucky. 24 kwietnia Szaunisi pod wodzą Black Fish zaatakowali Boonesborough. Boone został postrzelony w łokieć podczas starcia poza fortem, ale zdołał wycofać się do środka pod osłoną strzałów Simona Kentona, niedawno przybyłego do Boonesborough. Kenton, legendarny strzelec, sława pogranicza, został przyjacielem Boone’a.
W czasie gdy Boone dochodził do zdrowia, Szaunisi ponawiali napaści zabijając bydło i niszcząc zasiewy. Wobec kurczenia się zapasów żywności osadnicy musieli zakonserwować posiadane mięso, do czego potrzebna była sól. Dlatego w styczniu 1778 Boone na czele trzydziestu ludzi udał się do solnych źródeł nad rzeką Licking. 7 lutego 1778 Boone, który oddalił się od grupy by upolować coś na obiad, został schwytany przez oddział wojowników pod wodzą Black Fisha. Ponieważ grupa białych była zdecydowanie w mniejszości, Boone przekonał ich by poddali się zamiast ryzykować nierówną walkę.
Black Fish chciał natychmiast ruszać na Boonesborough i zdobyć prawie nie bronioną osadę, ale Boone wytłumaczył mu, że kobiety i dzieci nie wytrzymają zimowej wędrówki i że osada podda się dobrowolnie Szaunisom na wiosnę. Nie miał możliwości powiedzieć swym ludziom, że blefuje, by oddalić natychmiastowy atak na osadę. Był tak przekonywający w tym co mówił, że biali byli przekonani iż przeszedł na stronę Brytyjczyków.
Biali zostali uprowadzeni do wioski Black Fisha, Chillicothe, gdzie przeszli rytualne biczowanie. Zgodnie z ich zwyczajem, Szaunisi „adoptowali” część jeńców, by zastąpić w ten sposób poległych wojowników; pozostali zostali pognani do Hamiltona w Detroit. Boone został adoptowany przez rodzinę Szaunisów z Chillicothe, być może nawet przez rodzinę wodza Black Fish i otrzymał imię Sheltowee („Wielki Żółw”). 16 czerwca 1778, gdy zorientował się, że Czarna Ryba ma zamiar ruszyć na czele znacznych sił przeciwko Boonesborough, Boone zwiódł swych porywaczy i ruszył do domu, pokonując 230-kilometrową odległość w pięć dni konno, a gdy ten padł, pieszo.
Pod nieobecność Boone’a żona z dziećmi (z wyjątkiem Jemimy) wróciła do Karoliny Północnej, obawiając się, że mąż nie żyje. W Boonesborough niektórzy osadnicy zarzucali Boone’owi nielojalność, twierdząc, że po poddaniu grupy, pędził spokojne życie w wiosce Szaunisów przez kilka miesięcy. Boone w odpowiedzi przeprowadził wyprzedzający rajd na ziemie Szaunisów, a następnie wytrzymał 10-dniowe oblężenie osady we wrześniu 1778 roku.
Po wycofaniu się Indian kapitan Benjamin Logan i pułkownik Richard Callaway – obaj mieli krewnych w grupie poddanej przez Boone’a – wnieśli przeciwko niemu oskarżenie, ale sąd doraźny uznał Boone’a za niewinnego i wręcz bohatera. Mimo to Boone poczuł się znieważony i niechętnie o tym mówił.
Gdy wszystko się wyjaśniło Boone udał się do Karoliny Północnej, by z powrotem ściągnąć do Kentucky swoją rodzinę. Na jesieni 1779 znaczna grupa nowych osadników (jak mówi legenda był wśród nich dziadek Abrahama Lincolna) przybyła z nim do Kentucky. Tym razem, zamiast w Boonesborough, Boone zamieszkał w nowej osadzie, którą nazwał Boone's Station. Teraz zaczął zarabiać na przyznawaniu ziemi nowym osadnikom. Roszczenia Transylwanii zostały unieważnione po utworzeniu przez władze Wirginii „hrabstwa Kentucky”, w związku z czym osadnicy musieli występować o zatwierdzenie przydziałów w Wirginii. W 1780 Boone zebrał około 20 000 dolarów w gotówce od osadników i udał się do Williamsburga by zapłacić za ich prawa do ziemi. Gdy spał w czasie swej podróży w zajeździe pieniądze zostały skradzione. Część osadników podeszła do sprawy ze zrozumieniem, ale inni żądali zwrotu pieniędzy, co zajęło mu kilka lat.
W latach późniejszych utrwalił się wizerunek Boone’a jako „leśnego człowieka”, niechętnie obcującego z „cywilizowanymi” ludźmi, opuszczającego miejsca jak Boonesborough gdy robiło się „zbyt tłoczno”. W rzeczywistości był on jednym z najaktywniejszych obywateli Kentucky. Gdy terytorium zostało podzielone na trzy hrabstwa Wirginii w listopadzie 1780, Boone został mianowany podpułkownikiem milicji hrabstwa Fayette. W kwietniu 1781 został wybrany do zgromadzenia ogólnego Wirginii, które obradowało wówczas w Richmond. W roku 1782 został wybrany szeryfem w tymże hrabstwie.
Tymczasem wojna trwała. Boone wziął udział w wyprawie generała Clarka na Ohio country w 1780, walcząc w bitwie pod Piquą 7 sierpnia. W październiku, gdy Boone polował ze swym bratem Nedem, Szaunisi zastrzelili Neda. Sądząc, że zabili Daniela, obcięli głowę Neda i zabrali ze sobą jako trofeum.
W rok później Boone udał się do Richmond, by podjąć urzędowanie w legislaturze, ale po drodze został schwytany przez brytyjskich dragonów pod Charlottesville. W kilka dni później Brytyjczycy zwolnili Boone na słowo. I wprawdzie podczas gdy Boone wypełniał swoje obowiązki w Richmond generał Cornwallis poddał się w Yorktown w październiku 1781, ale w Kentucky walki trwały nadal. Boone wrócił do Kentucky i w sierpniu 1782 brał udział w bitwie pod Blue Licks, w której poległ Israel, jego syn. W listopadzie 1782 Boone wziął udział w kolejnej ekspedycji Clarka do Ohio, ostatniej kampanii tej wojny.

### Przedsiębiorca w Ohio
Po wojnie Boone przeniósł się w roku 1786 do Limestone (dzisiaj Maysville), naonczas szybko rozwijający się port na rzece Ohio. W 1787 został wybrany do wirginijskiej legislatury stanowej jako reprezentant hrabstwa Bourbon. W Maysville miał tawernę, pracował jako mierniczy, handlarz końmi i gruntami. Był dość bogaty, jako że miał aż siedmiu niewolników (znaczną liczbę jak na Kentucky w tamtych czasach). Był osobą popularną. Z okazji 50. rocznicy jego urodzin historyk John Filson opublikował pracę zatytułowaną „Odkrycie, osadnictwo i dzisiejszy stan Kentucky” (ang.: The Discovery, Settlement And present State of Kentucke), gdzie znalazł się opis przygód Boone’a.
Mimo że wojna o niepodległość zakończyła się, walki graniczne z Indianami na północ od rzeki Ohio trwały nadal. We wrześniu 1786 Boone wziął udział w ekspedycji Benjamina Logana w głąb Ohio. Po powrocie do Limestone Boone utrzymywał i żywił Szaunisów wziętych do niewoli podczas ekspedycji, a także brał udział w negocjacjach dotyczących wymiany jeńców. I jakkolwiek wojna z Indianami trwała i nie miała się zakończyć przed zwycięstwem Amerykanów w bitwie pod zaporą z pni w roku 1794, ekspedycja z roku 1786 była ostatnim wyczynem wojennym Boone’a.
Teraz Boone zaczął mieć kłopoty finansowe. Zaangażował się w handel ziemią na wielką skalę, kupując i sprzedając tysiące akrów. Nie przewidział, że handel ziemią zaprowadzi go przed oblicze sądu, a jego honor nie pozwalał mu oszukiwać i bogacić się czyimś kosztem. Według Faraghera, „Boone’owi zabrakło instynktu spekulanta”.
Zniechęcony, w 1788 przeprowadził się do Point Pleasant, gdzie prowadził niewielką faktorię handlową i od czasu do czasu pomagał geodetom przy pomiarach. Gdy stan Wirginia Zachodnia utworzył hrabstwo Kanawha w 1789 roku, Boone został podpułkownikiem tamtejszej milicji. W 1791 został po raz trzeci wybrany do legislatury stanowej. Wygrał przetarg na wyposażenie milicji w Kanawha, ale jego długi uniemożliwiły zakupy na kredyt, wobec czego zamknął faktorię i wrócił do łowiectwa i traperstwa.
W roku 1795 wrócili oboje z Rebeką do Kentucky, gdzie zamieszkali w dzisiejszym hrabstwie Nicholas w posiadłości ich syna Daniela Morgana Boone’a. W rok później Boone zwrócił się do Izaaka Shelby’ego, pierwszego gubernatora nowego stanu Kentucky, o przyznanie mu kontraktu na poszerzenie „dzikiej drogi”, by mogła być dostępna dla wozów, ale gubernator nie odpowiedział, a kontrakt otrzymał kto inny. Tymczasem przed miejscowymi sądami toczyły się procesy przeciw niemu. W rezultacie cała ziemia, jaką Boone jeszcze posiadał, została sprzedana na pokrycie kosztów sądowych i podatki, a Boone przestał się interesować procesem. W 1798 został wydany nakaz aresztowania Boone’a z powodu ignorowania przezeń wezwań do składania zeznań, ale miejscowy szeryf nigdy nie był w stanie go odnaleźć. W tym samym roku stan Kentucky ochrzcił jedno z hrabstw jego imieniem.

### Missouri
W roku 1799 Boone wyprowadził się ze Stanów Zjednoczonych do Missouri, wówczas części Luizjany Hiszpańskiej. Hiszpanie, pragnący zachęcić przybyszów do osiedlania się w mniej atrakcyjnych rejonach, nie przestrzegali zbyt rygorystycznie przepisu wymagającego od osadników by byli katolikami. Boone, chcąc zacząć nowe życie, wyemigrował z całą liczną rodziną do dzisiejszego hrabstwa St. Charles. Hiszpański gubernator mianował go „syndykiem” (sędzią) i „comandante” (dowódcą) okręgu Femme Osage. Liczne anegdotki o okresie urzędowania Boone’a jako syndyka dowodzą, że ogłaszając wyroki kierował się raczej zdrowym rozsądkiem niż literą prawa.
Boone był syndykiem i comandante do roku 1804, kiedy to Missouri zostało włączone do Stanów Zjednoczonych na mocy tzw. „Louisiana Purchase”. W związku z tym, że własność ziem, które Boone otrzymał od rządu hiszpańskiego, opierała się wyłącznie na słownych ustaleniach, ponownie stracił do nich prawo. W roku 1809 wystąpił do Kongresu o zatwierdzenie hiszpańskich nadań, co zostało załatwione pozytywnie w roku 1814. Dopiero wtedy Boone mógł sprzedać większość posiadłości i w ten sposób spłacić zaległe długi w Kentucky. Gdy wybuchła wojna roku 1812 synowie Boone’a Daniel Morgan Boone i Nathan Boone wzięli w niej udział, ale sam Boone był już za stary.
Boone dożywał ostatnich dni w Missouri, otoczony dziećmi i wnukami. Jak zwykle polował, ale zdrowie nie zawsze mu na to pozwalało. Jedna z legend mówi, że w roku 1810 (a być może nawet później) Boone wybrał się na długie łowy docierając aż do rzeki Yellowstone, ale nie wiadomo ile w tym prawdy. Inne opowieści głoszą, że Boone – mniej więcej w tym samym czasie – po raz ostatni udał się do Kentucky by spłacić dłużników. Amerykański malarz John James Audubon twierdził, że polował z Boone’em w lasach Kentucky około roku 1810. Wiele lat później Audubon namalował portret Boone’a, przypuszczalnie z pamięci, aczkolwiek sceptycy zauważają, że portret ten jest zadziwiająco podobny do dobrze znanego obrazu Chestera Hardinga. Boone’a rodzina utrzymywała, że po roku 1799 nigdy nie wrócił do Kentucky, czemu przeczą niektórzy historycy twierdzący, że Boone odwiedził w roku 1810 swego brata Squire’a w Kentucky, co czyniłoby relację Audubona prawdziwą.
Boone zmarł 26 września 1820 w domu Nathana Boone’a w Femme Osage Creek. Został pochowany obok Rebeki, która zmarła 18 marca 1813 roku. Groby, które były nieoznakowane do połowy lat trzydziestych XIX wieku, znajdowały się w pobliżu domu Jemimy Boone-Callaway w Tuque Creek, około 3 km od dzisiejszej miejscowości Marthasville. W 1845 szczątki Boone’a zostały ekshumowane i pochowane ponownie na cmentarzu we Frankfort. Tymczasem w Missouri po latach narodziła się legenda, że szczątki Boone’a nigdy nie opuściły Missouri. Według tej historii nagrobek Boone’a w Missouri został przez niedopatrzenie umieszczony nad czyimś innym grobem, i nikt nie sprostował pomyłki. Potomkowie Boone’a z Missouri, rozżaleni na ludzi z Kentucky, którzy przybyli ekshumować ciało Boone’a, nie wspomnieli o pomyłce sprzed lat i pozwolili na wydobycie kości kogoś innego. Nie ma żadnego dowodu, że tak się rzeczywiście stało, ale w roku 1983 antropolog sądowy zbadał gipsowy odlew czaszki Boone’a sporządzony przed pochówkiem w Kentucky i oznajmił, że mogła być to czaszka Murzyna. Czarni niewolnicy byli chowani w Tuque Creek, jest więc możliwe, że zaistniała pomyłka. Teraz więc zarówno cmentarz we Frankfort w Kentucky, jak i cmentarz Old Bryan Farm w Missouri są przekonane, że to właśnie u nich spoczywają szczątki Daniela Boone’a.